# OPPAI
OPPAI（オッパイ、おっぱい）は、日本のアダルトビデオメーカー。

## 概要
OPPAIは、2008年4月19日に最初の作品をリリースしたおっぱい好き専門アダルトビデオメーカーである。アウトビジョン（北都）グループ傘下のメーカー。当初はGカップ以上の巨乳と爆乳の女優のみであることを売りにしていた。
同社第1号専属女優に決まった青木りん(専属デビュー作品『108cm kcup OPPAI専属デビュー青木りんRIN』2008年8月)、また元GAS専属女優波風きらの他、青山菜々、小坂めぐる、水森れん、不二子、櫻井ゆうこ、峰なゆか、浜崎りお、蜜井とわ、秋川ルイ、浅田ちち、青山れあ、葉月奈穂、一戸のぞみ、辻さき、百瀬涼、宮崎あい、黒田もね等のAV女優の出演作品がある。
長期販売が続いているシリーズに『彼女のお姉さんは巨乳と中出しOKで僕を誘惑』（2014年8月～）と『スペンス乳腺開発クリニック』（2016年1月～）があり、どちらも第1作を波多野結衣が出演している。
2023年6月の週刊プレイボーイ誌では、深夜コンビニを舞台にした悪徳店長とバイト女子の絡みを描いた『深夜シフトNTR』シリーズが、新たなテッパンシリーズとして誌面特集された。

## 主なシリーズ
- 彼女のお姉さんは巨乳と中出しOKで僕を誘惑（2014年8月19日～）
- スペンス乳腺開発クリニック（2016年1月19日～）

## 出演女優一覧
※スリーサイズはB-H-W (cm)の順に表記。()内はブラのサイズ。太字は専属女優。

### あ行
- AI 98(H)-62-90
- 愛あいり 110(I)-61-88
- AIKA 87(E)-60-84
- 逢坂はるな 83(G)-57-85
- 逢沢ふみ奈 95(H)-?-?
- AIMI 86(G)-57-81
- 愛実れい 87(G)-54-85
- AIRI 92(G)-57-82
- あおい 93(H)-58-84[注 1]
- AOI 91(H)-?-?
- 葵えり 87(G)-57-88
- 葵ぶるま 92(G)-64-86
- 青木春 90(G)-57-88
- 青木りん 108(K)-59-86
- 青空小夏 98(G)-58-84
- 青山菜々 99(I)-58-87
- 青山ひな 93(H)-?-?
- 茜あずさ 86(G)-58-85
- 秋川ルイ 103(J)-60-88
- AKIKO 98(G)-60-92
- あきな  90(G)-60-83
- 秋吉ひな 96(G)-60-89
- 浅田ちち 103(K)-60-87
- 浅田結梨 88(F)-60-89
- ASUKA 92(F)-58-86
- @YOU 94(G)-57-90
- 甘良しずく ?(K)-?-?
- 天音ありす ?(H)-?-?
- AYA 90(F)-58-85
- 綾瀬みなみ 111(J)-60-88
- ありさ 90(G)-60-90
- ありさ 90(H)-?-?
- アンジェリア 93(H)-59-86
- ANNA 114(K)-69-96
- 杏美月 108(I)-70-98
- 石原ニコル ?(F)-55-81
- 一ノ瀬なつき ?(?)-?-?
- 伊東カンナ 100(H)-62-96
- 愛乃なみ 87(G)-59-88
- 井上瞳 95(H)-58-88
- 今宮いずみ  88(F)-58-88
- 上原亜衣 83(E)-57-82
- 上原保奈美 105(J)-58-88
- 上原伶奈 98(I)-60-92
- 潮絢那 92(H)-?-?
- EMIRI 88(E)-60-89
- ERI 92(H)-59-89
- えり 100(I)-?-?
- エリカ  92(G)-?-?
- ERINA  88(F)-58-85
- 及川はるな ?(H)-?-?
- 大井結仁 95(I)-63-88
- 大沢かえで 93(H)-62-90
- 大島あいる 101(I)-59-88
- 大月まゆか 95(I)-58-98
- 岡沢リナ 98(H)-59-92
- 沖田杏梨  101(K)-59-92
- 小沢アリス 100(G)-60-88
- 推川ゆうり 93(F)-60-90
- 尾上若葉 88(F)-58-89
- 折原ほのか 92(H)-58-84

### か行
- KAORI ?(E)-?-?
- 河西希 98(J)-59-86
- 風音舞香 ?(?)-?-?
- 風間ゆみ 97(G)-59-93
- かな  88(G)-?-?
- かなで自由 87(G)-61-92
- かのん  93(H)-?-?
- かのんこゆる 90(E)-63-89
- 上木奈央 88(G)-60-85
- 神咲詩織 91(G)-58-87
- 香山美桜 90(G)-62-86
- 河合千里 ?(?)-?-?
- 川菜美鈴  88(F)-58-87
- 菅野さゆき  95(J)-60-88
- 菅野みいな 92(I)-55-88
- 希咲エマ 95(G)-56-85
- 木咲美琴 110(K)-65-90
- 岸杏南 ?(I)-?-?
- 稀夕らら 83(?)-60-88
- 北川エリカ 90(G)-58-86
- 北川瞳 90(G)-57-85
- 北乃ちか 101(I)-61-91
- 木下若菜 90(F)-60-86
- 君島みお 92(F)-59-88
- きょうこ 101(H)-60-90
- KIRA 103(I)-65-98
- 霧島さくら 92(I)-59-88
- 霧生ゆきな  90(F)-?-?
- 倉多まお 95(H)-58-87
- KURUMI 94(H)-63-83
- 枢木みかん 85(F)-58-86
- KUREA 90(H)-57-85
- KOKO  92(H)-59-88
- KOTONO（市倉ことの） 114(J)-69-94
- 小西なつみ ?(G)-?-?
- 小西みか 100(J)-64-90
- 小西悠 86(E)-57-87
- KONOMI 93(I)-63-90
- 小早川怜子 90(I)-50-89
- 小日向杏梨  95(G)-60-88

### さ行
- 西條カレン 92(G)-?-?
- 西条沙羅 ?(H)-?-?
- 西條るり 111(M)-57-85
- 斉藤みゆ 90(H)-61
- SAKI 90(G)-53-84
- SAKI 90(G)-58-85
- SAKURA 98(I)-65-90
- サクライ（仮名） 110(L)-59-85
- 桜井彩  90(H)-58-82
- 櫻井ゆうこ 110(L)-61-88
- 桜木莉愛 110(L)-59-85
- 桜咲ひな 94(H)-58-89
- 桜ちなみ 94(G)-58-89
- 桜ももい ?-?-?
- 笹倉杏 96(H)-60-88
- さとう愛理 90(F)-59-86
- 佐藤みき 95(G)-62-88
- 里咲しおり 95(H)-64-94
- 里中あきな 96(J)-61-88
- SATOMI 90(G)-58-84
- さやか ?-?-?
- SAYAKA 101(H)-60-90
- 佐山愛 98(H)-61-90
- さよ 90(G)-61-88
- SARA 88(G)-58-87
- SARA 95(G)-60-88
- 椎名まりな 90(G)-65-85
- 椎名ゆな  88(E)-58-85
- しずか  96(I)-66-92
- 篠田あゆみ 95(I)-60-87
- 篠原舞 ?-?-?
- 澁谷果歩  93(K)-58-87
- 白川サユ 90(H)-55-81
- 白戸もも 100(J)-62-92
- 白咲梓 88(H)-59-90
- JYURI  88(F)-57-86
- JULIA 102.5(J)-55-84
- 鈴香音色 100(I)-65-93
- 鈴宮理恵 100(H)-63-98
- すなお恵 98(I)-?-?
- SEARA  89(F)-59-86
- 清城ゆき  86(E)-57-88
- 河音くるみ 90(E)-60-87
- SERINA（二宮せりな）  94(G)-58-84

### た行
- 平真凛 103(J)-57-91
- たかなし愛 90(G)-60-84
- 高橋美緒 93(I)-?-?
- 滝川ソフィア 104(K)-58-87
- 竹内結 90 (F)-59-89
- 立川理恵  90(G)-57-88
- 橘なお 105(I)-65-90
- 谷原希美 88(E)-60-89
- TAMAKI 122(O)-84-117
- 玉木くるみ ?(G)-?-?
- 玉木なるみ ?(H)-?-?
- CHISA 90(G)-58-85
- ちとせりこ ?-?-?
- 知花メイサ 90(G)-57-86
- CHIHIRO 104(J)-67-94
- 塚田詩織 101(J)-60-95
- 月本るい 92(G)-58-88
- 徳永亜美 ?(H)-?-?
- 朋香めい 91(I)-60-85
- 知世奏 94(G)-62-87
- TOWA 103(J)-61-88

### な行
- NAOMI 89(H)-57-88
- 中村知恵 108(H)-63-92
- 仲村茉莉恵 88(F)-58-84
- 中森玲子 100(H)-60-89
- 中山ふみか[3] 93(H)-60-87[4]
- 中山理莉 100(I)-60-92
- 長澤あずさ 100(I)-63-92
- 灘坂舞 103(J)-62-87
- 菜月アンナ 90(H)-58-85
- 七原あかり 100(I)-60-96
- NAHO 88(H)-57-89
- NAYUKA  93(H)-59-91
- 成宮みこと ?(I)-?-?
- 成瀬心美  89(E)-60-82
- 成海さやか ?(H)-?-?
- 新山かえで 93(H)-58-88
- 西川りおん 101(H)-60-89
- 西垣るか ?(L)-?-?
- 仁科百華 100(J)-58-88
- 似鳥日菜 94cm (H) - ? - ?
- NEIRO 100(I)-65-93
- NOZOMI  93(G)-60-92
- NOZOMI 86(F)-58-85
- 野宮さとみ 86(F)-57-88
- NORIKA（飯浜紀香） 101(J)-59-84

### は行
- 長谷川杏実 88(G)-58-84
- 長谷部ゆい 88(F)-58-86
- 波多野結衣 88(D)-59-85
- 初野こころ ?(H)-?-?
- 葉月奈穂  88(H)-57-89
- 羽月希 88(E)-60-84
- 葉月めぐ ?(?)-?-?
- 花美ひな  92(H)-58-86
- 羽生ありさ 93(G)-59-88[注 2]
- 浜崎りお 90(H)-57-85
- 原千草 90(F)-61-88
- HARUKA 95(G)-60-91
- HARUKA 90(G)-59-84
- はるか 88(H)-61-88
- はるら ?(?)-?-?
- HITOMI 145(R)-88-112
- Hitomi 113(O)-59-83
- 瞳 90(G)-57-85
- HINA 90(G)-59-86
- 雛菊つばさ 91(G)-54-85
- 妃乃ひかり 90(G)-52-82[注 3]
- ひびきまゆ 100(J)-?-?
- HIYOKO 96(H)-60-88
- 平山薫 93(I)-64-94
- 吹石れな ?(G)-?-?
- FUJIKO 98(I)-61-92
- 藤咲エレン 98(I)-57-86
- 藤森里穂 86(G)-60-88
- 保坂えり 91(G)-60-88
- 星崎エミリ 94(H)-60-87
- 星空キラリ 86(G)-58-86
- 星野ひびき 98(I)-65-90
- 星野来夢 ?(H)-?-?
- 穂高ゆうき 90(G)-60-88
- 堀北七海 95(H)-?-?
- 本庄優花 86(F)-60-87
- 本田岬 85(E)-57-85
- 本田莉子 88(F)-55-86
- 本真ゆり 98(H)-64-92

### ま行
- 舞咲みくに 85(G)-59-87
- 舞野いつき ?(?)-?-?
- 真央 90(G)-57-85
- まお 85(?)-59-84
- MAKI 106(H)-74-99
- 真木今日子 92(G)-60-88
- 牧瀬みさ 90(G)-59-83
- 槇原愛菜 88(F)-58-86
- 真木めぐみ 92(I)-60-88
- ましろ杏 90(G)-60-82
- 真白ここ 93(H)-57-83
- 松坂美紀 101(I)-60-98
- 松嶋葵 ?(E)-?-?
- 松すみれ 95(I)-58-87
- 松永さな 89(G)-58-88
- 松本菜奈実 100(J)-62-90
- 松本梨穂 89-56-88（PREMIUMとのW専属[5]）
- MANAMI 90(G)-60-88
- まなみ 97(H)-?-?
- まみちゃん (仮) ?(H)-?-?
- MARIA ?(G)-?-?
- まりこ 100(H)-?-?
- MARIYA（里崎マリヤ） 100(H)-60-85
- MARIN 87(F)-60-86
- MII 88(E)-58-86
- みう 94(H)-62-90
- 三浦奏 120(J)-?-?
- 美緒みくる 92(G)-60-85
- みか ?(J)-?-?
- 三上絵理香 ?-?-?
- みき 90(H)-59-88
- みく 104(I)-58-89
- みく 94(G)-?-?
- MIKU 90(G)-57-83
- 美国沙耶 ?(?)-?-?
- 美咲りおな 102(J)-?-?
- みさと 93(G)-63-85
- 三島奈津子 103(I)-60-90
- 水城奈緒 90(G)-58-87
- 水希舞 ?(?)-?-?
- 水咲あかね ?(?)-?-?
- 水咲カレン 96(I)-59-95
- 水野朝陽 90(F)-58-88
- 水野らん ?(?)-?-?
- 水原みその 101(J)-64-86
- 水森れん 95(H)-61-83
- 美園和花 100(G)-60-91
- MITSUKI 122(M)-71-91
- 美月優芽 93(G)-62-92
- MITSUMI 110(I)-86-100
- みなせ優夏 98(H)-58-86
- MINAMI 90(F)-60-88
- 美波りな 92(H)-56-88
- 南レイ 100(I)-63-87
- 三原ほのか 90(G)-58-85
- みほ 93(H)-63-86
- 宮森なほ ?(?)-?-?
- ミュウ 98(G)-?-?
- みれいちゃん ?(G)-?-?
- MIWA 96(H)-63-89
- MEI 110(I)-66-99
- 恵けい 107(K)-61-88
- めぐり 95(G)-60-88
- めぐる 90(G)-60-86
- 目黒めぐみ 84(G)-54-85
- MOKA 92(G)-60-86
- MOZUKU 140(Q)-84-90
- 持田美琴 102(H)-60-87
- 持田百恵 96(J)-61-89
- 望月けい 99(H)-58-88
- もね（黒田もね） 86(G)-58-83
- ももい理乃 102(K)-?-?
- MOMOKA 97(I)-58-98
- 百花エミリ 94(G)-61-93
- MOMOKO 98(H)-59-87
- 百瀬とあ ?(H)-?-?
- 百瀬涼 97(H)-58-89
- ももちゃん ?(?)-?-?
- 桃実 95(H)-?-?
- 森ななこ 94(G)-58-88
- 森はるら 91(H)-59-89
- 森ほたる 95(H)-58-88
- 桃瀬くるみ 98(H)-58-89

### や行
- 安位薫 98(H)-63-95
- 安田亜衣 ?(G)-?-?
- YUI 88(F)-61-83
- YUI 113(J)-69-92
- YUI 88(H)-57-84
- ゆい 104(I)-59-92
- ゆい 93(H)-?-?
- ゆい 92(G)-?-?
- YU 103(J)-68-95
- YOU 93(G)-60-80
- YOU 90(G)-59-89
- YUU 95(I)-59-84
- YUUKI 132(M)-?-?
- YUUKI 120(K)-75-100
- 夕城芹 89(H)-56-87
- YUKA 105(I)-60-90
- 夕美しおん 102(J)-??-??[6]
- 優梨まいな 90(F)-61-96
- 楪カレン 96(H)-58-85
- ゆか 93(H)-58-88
- 雪本香奈 94(H)-?-?
- YUME 110(L)-65-95
- ゆりな ?(?)-?-?
- 吉浦みさと ?(E)-?-?
- 横川あいの ?(G)-?-?
- 吉川あいみ 98(H)-51-86
- 吉澤留美 110(J)-60-85
- 吉永あかね ?(?)-?-?
- 吉根ゆりあ 110(M)-65-90
- 愛乃まほろ 95(H)-60-85

### ら行
- RAMU 94(I)-64-93
- RAN 103(J)-61-88
- 梨杏なつ 90(F)-60-90
- RISA 90(H)-57-83
- りさ 92(G)-60-86
- りな 92(I)-59-86
- RIRIA 90(G)-57-85
- RIN（柊りん） 93(F)-58-87
- 凛音とうか 98(I)-58-90
- RUKA 90(G)-59-86
- るみ ?(?)-?-?
- REA 107(I)-?-?
- REINA 88(G)-59-85
- れんちゃん ?(G)-?-?
- ROMIHI 99(I)-62-86

### わ行
- WAKA（叶和香） 112(L)-60-88
- 若菜奈央 88(F)-59-88
- 渡辺芽衣86(I)-60-90